# ケル
ケル株式会社は、東京都多摩市に本社を置く 産業用コネクタのメーカーである。1962年に設立、基板用コネクタ・プリント基板の製造事業を開始した。

## 概要
コネクタ・ソケットやラック・バックプレーン等を扱う。コネクタ製品にはハーフピッチ2ピースコネクタ、2.54mmピッチMIL規格準拠コネクタ、バッテリー用2ピースコネクタ、ラック・バックプレーンにはPCI/ISAバス用バックプレーン、IEC297-3規格準拠ラック、CompactPCIバス用ラックなど多種多様の取扱商品を誇る。
ISO14001も取得済み。また、コネクタ・ソケット製品の多くをRoHS対応にするなど環境に配慮したビジネスを行う。近年の代表的な製品には「機器内配線用 高速信号伝送用コネクタ」など。

## 沿革
- 1962年7月 - ケル株式会社設立。
- 1982年10月 - 山梨事業所操業開始。
- 1990年12月 - 株式を店頭公開（現在のジャスダック）。
- 1992年11月 - 長野事業所操業開始。

## 所在地
- 本社 - 東京都多摩市
- 山梨事業所 - 山梨県西八代郡
- 南アルプス事業所 - 山梨県南アルプス市
- 長野事業所 - 長野県北安曇郡池田町